# Neobythites longipes
Neobythites longipes är en fiskart som beskrevs av Smith och Radcliffe, 1913. Neobythites longipes ingår i släktet Neobythites och familjen Ophidiidae. Inga underarter finns listade i Catalogue of Life.